# Эль-Азизия (Ливия)
Эль-Азизия (араб. العزيزية‎) — город в северо-западной Ливии, столица округа Эль-Джифара, располагается приблизительно в 55 километрах к юго-западу от Триполи.
До 2001 года Эль-Азизия была центром одноименного округа.
По данным переписи 2009 года, население города составляет приблизительно 4000 человек.
Эль-Азизия — крупный торговый центр на плато Сахель Джеффар.

## Климат
13 сентября 1922 года в городе была зафиксирована самая высокая в мире температура воздуха в тени, достигшая 58,2 °C (136.8 °F) (однако, Всемирная метеорологическая организация (ВМО) не признаёт рекорд, указывая на использование в данном случае ненадёжных средств фиксации температуры; таким образом, ВМО признаёт рекордом 56,7 °C, показанные 13 июля 1913 года аппаратурой в Долине Смерти (США)).
Однако этот рекорд не свидетельствует о том, что Эль-Азизия самое жаркое место на Земле. Среднегодовая температура тут ниже, чем в Даллоле (Эфиопия), где данный показатель равен 34,4 °C (в городах — Бангкок, среднегодовая температура — 28 °C).
| Показатель                    | Янв. | Фев. | Март | Апр. | Май  | Июнь | Июль | Авг. | Сен. | Окт. | Нояб. | Дек. | Год  |
| ----------------------------- | ---- | ---- | ---- | ---- | ---- | ---- | ---- | ---- | ---- | ---- | ----- | ---- | ---- |
| Абсолютный максимум, °C       | 33,1 | 35,3 | 37,8 | 44,6 | 47,6 | 50   | 53   | 54,3 | 58,2 | 41,7 | 35,6  | 34,6 | 58,2 |
| Средний суточный максимум, °C | 17,4 | 19,1 | 22,1 | 26,5 | 30   | 33,8 | 36,6 | 36,7 | 34,2 | 30,1 | 23,9  | 18,7 | 27,4 |
| Средняя температура, °C       | 11,6 | 13,6 | 15,5 | 19,4 | 22,8 | 26,4 | 28,3 | 28,7 | 27,1 | 23,5 | 17,9  | 13,1 | 20,6 |
| Средний суточный минимум, °C  | 5,8  | 7,1  | 9    | 12,3 | 15,6 | 19,1 | 20,1 | 20,8 | 20   | 16,9 | 11,9  | 7,5  | 13,8 |
| Норма осадков, мм             | 48   | 32   | 20   | 13   | 4    | 1    | 0    | 0    | 9    | 23   | 31    | 51   | 232  |
| Источник: climate-data        |      |      |      |      |      |      |      |      |      |      |       |      |      |